# Felis chaus fulvidina
Felis chaus fulvidina — підвид джунглевих кішок. Колекціонер ссавців Музею природознавства Олдфілд Томас описав першу джунглеву кішку з Індокитаю в 1928 році.
Зустрічається в основному в листяних лісах, багатих діптерокарповими деревами. З початку 1990-х років джунглевих кішок рідко можна зустріти в Таїланді, і вони зазнали різкого скорочення через полювання та руйнування середовища існування. Сьогодні їх офіційний статус у країні «під критичною загрозою». У Камбоджі, Лаосі та В'єтнамі джунглеві кішки були об'єктом масового полювання. Шкури іноді реєструють на прикордонних ринках, а живі особини, можливо, вивезені з М'янми чи Камбоджі, час від часу з'являються в зоопарках Кхао Хієо та Чіангмай у Таїланді.